# Centrobasket
Centrobasket (spanisch Campeonato Centroamericano y del Caribe de Baloncesto (Masculino de Mayores)) ist ein in der Vergangenheit in der Regel zweijährlich ausgetragener Basketballwettbewerb zwischen Auswahlmannschaften der nationalen mittelamerikanischen Basketballverbände unter Einschluss Mexikos und der nicht spanisch- und portugiesischsprachigen (ehemaligen) Kolonien Guayanas. Der Wettbewerb steht mittlerweile in der Organisation der ConCenCaBa, in der sich die Verbände der mittelamerikanischen Zone des 1975 gegründeten Kontinentalverbands FIBA Amerika zusammengeschlossen haben. Die Centrobasket wurde erstmals offiziell 1987 zwischen den Herren-Nationalmannschaften der Teilnehmerländer ausgetragen und in den Wettbewerbskalender der FIBA integriert. Davor liegende Meisterschaften ab 1965 zwischen den Teilnehmerländern, an denen zeitweilig auch die venezolanische Nationalmannschaft teilnahm, die heutzutage der südamerikanischen Zone des Kontinentalverbands angehört und davor auch schon an Südamerikameisterschaften teilnahm, werden im Allgemeinen zu den Wettbewerben der Centrobasket hinzugezählt. Der Wettbewerb wird getrennt nach Geschlechtern und für Jugend- und Juniorenauswahlmannschaften ausgetragen. Die Centrobasket dient heutzutage der Qualifikation für die Meisterschaften des Kontinentalverbands FIBA Amerika.

## Centrobasket der Herren

### Modus
Bei den inoffiziellen Austragungen bis einschließlich 1985 wurde fast ausschließlich im Rundenturnier-Modus (englisch „round robin“) gespielt. Ab der Centrobasket 1987 gab es eine Finalrunde im K.-o.-System um die Medaillen zwischen den bestplatzierten Mannschaften der Vorrunde.

### Wettbewerbsübersicht
| Jahr | Austragungsort | Finale            | Finale   | Finale                 | Spiel um Platz 3       | Spiel um Platz 3 | Spiel um Platz 3       | Teilnehmer- anzahl |
| Jahr | Austragungsort | Meister           | Ergebnis | Zweiter Platz          | Dritter Platz          | Ergebnis         | Vierter Platz          | Teilnehmer- anzahl |
| ---- | -------------- | ----------------- | -------- | ---------------------- | ---------------------- | ---------------- | ---------------------- | ------------------ |
| 1965 | Mexiko-Stadt   | Mexiko            |          | Puerto Rico            | Kuba                   |                  | Panama                 | 5                  |
| 1967 | San Salvador   | Panama            |          | Puerto Rico            | Amerik. Jungferninseln |                  | Mexiko                 | 7                  |
| 1969 | Havanna        | Panama            |          | Kuba                   | Puerto Rico            |                  | Venezuela              | 5                  |
| 1971 | Caracas        | Kuba              |          | Puerto Rico            | Venezuela              |                  | Dominik. Republik      | 7                  |
| 1973 | San Juan       | Puerto Rico       |          | Mexiko                 | Kuba                   |                  | Panama                 | 8                  |
| 1975 | Santo Domingo  | Mexiko            |          | Puerto Rico            | Kuba                   |                  | Dominik. Republik      | 6                  |
| 1977 | Panama-Stadt   | Dominik. Republik |          | Puerto Rico            | Panama                 |                  | Mexiko                 | 7                  |
| 1981 | San Juan       | Panama            | 82:76    | Puerto Rico            | Kuba                   |                  |                        |                    |
| 1985 | Mexiko-Stadt   | Puerto Rico       |          | Panama                 | Kuba                   |                  | Mexiko                 | 9                  |
| 1987 | Santo Domingo  | Puerto Rico       | 98:85    | Panama                 | Mexiko                 | 90:87            | Dominik. Republik      | 6                  |
| 1989 | Havanna        | Puerto Rico       | 116:83   | Panama                 | Kuba                   | 94:79            | Mexiko                 | 10                 |
| 1991 | Monterrey      | Puerto Rico       | 99:82    | Mexiko                 | Kuba                   | 108:87           | Panama                 | 5                  |
| 1993 | Ponce          | Puerto Rico       | 87:77    | Kuba                   | Panama                 | 96:83            | Dominik. Republik      | 6                  |
| 1995 | Santo Domingo  | Kuba              | 87:85    | Dominik. Republik      | Puerto Rico            | 95:88            | Panama                 | 7                  |
| 1997 | Tegucigalpa    | Kuba              | 106:93   | Puerto Rico            | Dominik. Republik      | 92:75            | Mexiko                 | 6                  |
| 1999 | Havanna        | Kuba              | 67:63    | Puerto Rico            | Dominik. Republik      | 86:74            | Mexiko                 | 8                  |
| 2001 | Toluca         | Puerto Rico       | 86:73    | Mexiko                 | Panama                 | 93:82            | Amerik. Jungferninseln | 8                  |
| 2003 | Culiacán       | Puerto Rico       | 93:83    | Dominik. Republik      | Mexiko                 | 78:76            | Amerik. Jungferninseln | 8                  |
| 2004 | Santo Domingo  | Dominik. Republik | 75:74    | Puerto Rico            | Panama                 | 98:89            | Mexiko                 | 8                  |
| 2006 | Panama-Stadt   | Panama            | 73:59    | Amerik. Jungferninseln | Puerto Rico            | 93:83            | Mexiko                 | 8                  |
| 2008 | Quintana Roo   | Puerto Rico       | 87:70    | Amerik. Jungferninseln | Dominik. Republik      | 102:74           | Kuba                   | 8                  |
| 2010 | Santo Domingo  | Puerto Rico       | 89:80    | Dominik. Republik      | Panama                 | 75:74            | Kuba                   | 10                 |
| 2012 | San Juan       | Dominik. Republik | 80:72    | Puerto Rico            | Jamaika                | 78:54            | Panama                 | 10                 |
| 2014 | Monterrey      | Mexiko            | 74:60    | Puerto Rico            | Dominik. Republik      | 75:66            | Kuba                   | 10                 |
| 2016 | Panama-Stadt   | Puerto Rico       | 84:83    | Mexiko                 | Dominik. Republik      | 64:48            | Panama                 | 10                 |

### Statistiken

#### Medaillenspiegel
| Platz | Land                   | Gold | Silber | Bronze | Gesamt | erste Teilnahme | Teilnahmen | Gastgeber | Titelquote | Medaillenquote |
| ----- | ---------------------- | ---- | ------ | ------ | ------ | --------------- | ---------- | --------- | ---------- | -------------- |
| 1     | Puerto Rico            | 11   | 10     | 3      | 23     | 1965            | 23         | 4         | 45 %       | 100 %          |
| 2     | Kuba                   | 4    | 3      | 7      | 14     | 1965            | 22         | 3         | 19 %       | 67 %           |
| 3     | Panama                 | 4    | 2      | 6      | 11     | 1965            | 21         | 2         | 21 %       | 58 %           |
| 4     | Dominik. Republik      | 3    | 4      | 4      | 10     | 1969            | 22         | 5         | 15 %       | 45 %           |
| 5     | Mexiko                 | 3    | 4      | 2      | 7      | 1965            | 21         | 6         | 10 %       | 35 %           |
| 6     | Amerik. Jungferninseln | 0    | 2      | 1      | 3      | 1965            | 17         | 0         | 0 %        | 20 %           |
| 7     | Jamaika                | 0    | 0      | 1      | 1      | 2006            | 5          | 0         | 0 %        | 33 %           |
| 8     | Venezuela              | 0    | 0      | 1      | 1      | 1969            | 4          | 1         | 0 %        | 25 %           |